# LMBT-sajtótermékek listája
Az alábbi lista az LMBT (meleg, leszbikus, biszexuális és transznemű) emberekről szóló vagy őket megcélzó nyomtatott és elektronikus sajtótermékeket tartalmazza. A magyar nyelvű médiánál a teljes körűségre törekedtünk, a külföldi média esetében a fontosabbak vannak kiemelve.

## Magazinok

### Megszűnt magazinok
- Company (2009–2014)
- Boxer (2006–2007)
- Hom-eros(wd) (1991)
- Humen (2011–2022)
- Labrisz(wd) (1996-1998)
- Mások (1989–2008)
- Meleg Világ 2000(wd) (1991-2001)
- Na Végre! (2001–2009)

## Rádiók, rádióműsorok
- Rádió G(wd) - élő adás
- Szappanopera helyett(wd) - Tilos Rádió (1993-) - adások archívuma

### Megszűnt rádiók, rádióműsorok
- Ki más?(wd) - Fiksz Rádió
- Melegedő(wd) - Radiocafé 98.6
- Meleg helyzet(wd) - Radiocafé 98.6
- Önazonos(wd) - Petőfi Rádió
- PaRadiátor(wd) - Para Rádió
- Radio Pink(wd)
- Zártkörű lányok(wd)  - Tilos Rádió (1993-2020) - adások archívuma

## Internetes oldalak
- Egy meleg srác olvas
- Humen Online
- Identitás Magazin(wd)
- Pinkdex(wd) (korábban: gay.hu)
- qLit(wd)

### Megszűnt internetes oldalak
- frissmeleg(wd) (2009-2013) - Archiválva a Háttér Archívumban.
- OverGround Magazin(wd) (2016-2017) - Archiválva 2018. december 5-i dátummal a Wayback Machine-ben
- Pink Puli(wd) (2014-2016) - Archiválva 2016. április 27-i dátummal a Wayback Machine-ben
- PinkVanilla(wd) (2006-2019) - Archiválva 2021. január 5-i dátummal a Wayback Machine-ben
- pride.hu(wd) (2001-2014) - Archiválva 2014. október 6-i dátummal a Wayback Machine-ben
- PRIDE Közösség(wd) (2015-2022) - Archiválva 2022. december 2-i dátummal a Wayback Machine-ben
- QUEERLIFE.CO/(wd) (2018-2021) - Archiválva 2021. június 22-i dátummal a Wayback Machine-ben

Az LMBT civil szervezetek és kezdeményezések internetes oldalai itt találhatóak: Magyarországi LMBT szervezetek listája

## Külföldi

### Magazinok

#### Közéleti és életmód magazinok
- Boyz
- G magazin(wd)
- Gay Times(wd)
- Out(wd)
- Têtu(wd)
- The Advocate

#### Erotikus magazinok
- All Man
- Black Inches(wd)
- Blueboy(wd)
- Honcho
- Inches
- Latin Inches
- Playguy
- Savage Male
- Stallion

### Televíziós csatornák
- GAY.tv(wd)
- HereTV
- Logo TV(wd)
- OUTtv (Kanada)(wd)
- OUTtv (Európa)(wd)
- Pink TV(wd)
- SVTV Network(wd)

### Internetes oldalak
- Gay Star News(wd)
- Pink News(wd)

Több nyomtatott magazin is működtet online felületet, ezek a fenti listában megtalálhatóak.

#### Megszűnt internetes oldalak
- Planet Out (1995-2010) - Archiválva 2010. március 27-i dátummal a Wayback Machine-ben.